# Melocactus intortus

Wappenschild der Turks- und Caicosinseln mit Melocactus intortus

Melocactus intortus ist eine Pflanzenart in der Gattung Melocactus aus der Familie der Kakteengewächse (Cactaceae). Das Artepitheton intortus stammt aus dem Lateinischen und bedeutet ‚gewunden‘. Die Art ist Bestandteil des Wappens der Turks- und Caicosinseln.

## Beschreibung
Melocactus intortus wächst mit hellgrünen, kugelförmigen bis zylindrisch Trieben und erreicht bei einem Durchmesser von 15 bis 40 Zentimeter Wuchshöhen von bis zu 1 Meter. Es sind 14 bis 20 (gelegentlich auch mehr) große und breite Rippen vorhanden. Die neun bis 21 kräftigen, gelb bis hornfarbenen Dornen werden zwischen 2 und 7 Zentimeter lang und lassen sich oft nur schwierig in Mittel- und Randdornen unterscheiden. Das Cephalium besteht aus braunen Borsten. Es kann manchmal so hoch wie der vegetative Triebteil sein.
Die rosafarbenen Blüten sind 1,5 bis 2 Zentimeter lang und weisen Durchmesser von 1,2 bis 1,5 Zentimeter auf. Die rosafarbenen Früchte sind breit keulenförmig und 2 bis 2,5 Zentimeter lang.

## Verbreitung, Systematik und Gefährdung
Melocactus intortus ist in der Karibik weit verbreitet
Die Erstbeschreibung als Cactus intortus erfolgte 1768 durch Philip Miller. Ignaz Urban stellte die Art 1919 in die Gattung Melocactus.
Wichtige Synonyme sind Cactus melocactus var. communis Aiton (1789) und Melocactus communis (Aiton) Link & Otto (1827).
In der Roten Liste gefährdeter Arten der IUCN wird die Art als „Least Concern (LC)“, d. h. als nicht gefährdet geführt.

## Botanische Geschichte
Im sogenannten Catalogus Plantarum Americanum, der in Charles Plumiers  Werk Nova Plantarum Americanarum Genera (1703) enthalten ist, wird die Art zum ersten Mal mit der Kurzbeschreibung „Melocactus purpureis, striis in spiram contortis“ erwähnt. Carl von Linné berücksichtigt diese Beschreibung bei der von ihm aufgestellten Gattung Cactus nicht. Erst Philip Miller macht 1768 daraus eine eigenständige Art. Seine englische Beschreibung fällt mit „Roundish Cactus or Melon-thistle, with fifteen angles spirally twisted, and erect spines“ (Rundlicher Kaktus oder Melonendistel mit 15 spiralförmig gedrehten Rippen und aufrechten Dornen) sehr knapp aus. Beim Zitieren von Plumiers Beschreibung macht er aus dem Wort „contortis“ das Wort „intortis“ und gibt so der Art ihren Namen.

## Nachweise

## Weiterführende Literatur
- J. Camilo Fagua, James D. Ackerman: Consequences of floral visits by ants and invasive honeybees to the hummingbird-pollinated, Caribbean cactus Melocactus intortus. In: Plant Species Biology. Band 26, Nummer 3, 2011, S. 193–204, DOI:10.1111/j.1442-1984.2011.00319.x.